# Quân phiệt Bắc Dương

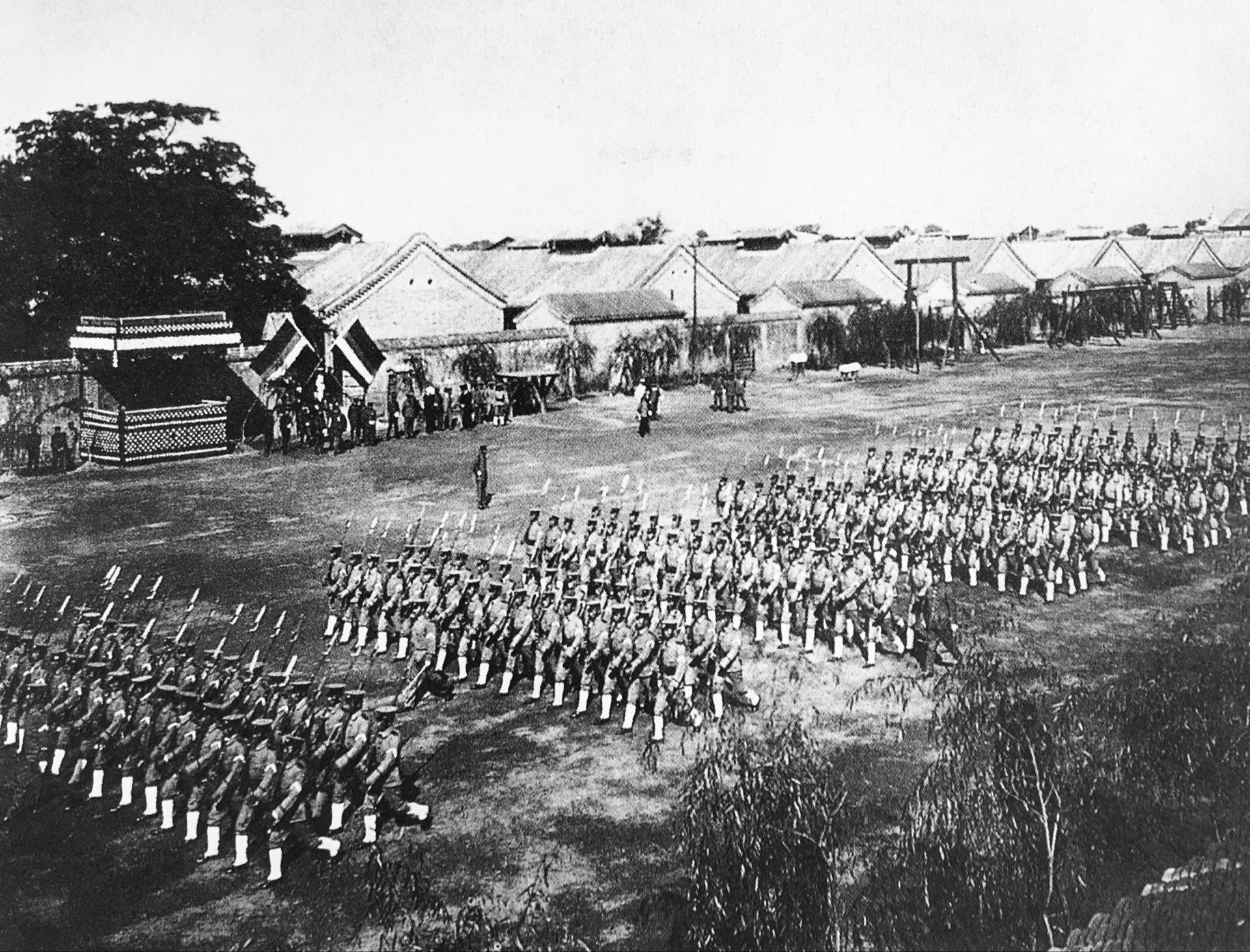
Tân quân Bắc Dương đang huấn luyện

Quân phiệt Bắc Dương là lực lượng quân phiệt lớn nhất và có thế lực nhất thời sơ kỳ Trung Hoa Dân Quốc. Quân phiệt Bắc Dương có nguồn gốc hình thành từ các võ quan cao cấp bộ thuộc Viên Thế Khải trong lực lượng Tân quân Bắc Dương. Sau khi nắm được đại quyền, nhằm gia tằng quyền lực đối với địa phương, Viên Thế Khải đã bố trí các thuộc hạ trong Bắc Dương quân, nắm quyền tại các tỉnh. Sau các chết của Viên Thế Khải năm 1916, nội bộ Bắc Dương quân không có ai có đủ khả năng chỉ huy toàn bộ Bắc Dương quân cũng như nắm trọn chính quyền, từ đó dẫn đến sự phân liệt. Các tướng lĩnh Bắc Dương chia rẽ, tự mình xây dựng thế lực quân phiệt cát cứ trên địa bàn địa phương, từ đó phát triển thế lực ra nhiều nơi. Về danh nghĩa, các quân phiệt Bắc Dương vẫn phải chịu sự kiểm soát của chính quyền Bắc Kinh. Tuy nhiên, các thế lực quân phiệt không phục tùng lẫn nhau, và chính phủ Bắc Kinh bạc nhược cũng không đủ khả năng kiểm soát quân phiệt, hình thành thực tế các thế lực quân phiệt cát cứ địa phương. Hơn thế nữa, chính phủ Bắc Kinh trên thực tế lại bị khống chế bởi các thế lực quân phiệt hoặc nhóm quân phiệt Bắc Dương khác nhau vào những thời điểm khác nhau. Do đó, trong nhiều tài liệu, chính phủ Bắc Kinh thời kỳ này cũng thường được gọi là Chính phủ Quân phiệt Bắc Dương (gọi tắt là Chính phủ Bắc Dương).
Mặc dù vậy, về danh nghĩa, các quân phiệt Bắc Dương vẫn do Chính phủ Bắc Dương bổ nhiệm một chức vụ chính thức, chẳng hạn như Đô đốc (Đốc quân), Tuần duyệt sứ, Kinh lược sứ, Trấn thủ sứ hoặc Quân chính trưởng quan v.v...

## Tân quân Bắc Dương
Danh xưng chính thức ban đầu của Bắc Dương quân là Tân kiến Lục quân. Trước đó, có tên là Định Võ quân. Viên Thế Khải bấy giờ được bổ nhiệm chức Đốc biện của Tân kiến Lục quân. Các võ quan chủ chốt trong Tân kiến Lục quân đều là các thân hữu của Viên, hoặc có xuất thân tốt nghiệp từ Bắc Dương Võ bị học đường, các du học sinh quân sự và các võ quân Hoài quân cũ. Chính các nhóm võ quan của Tân quân là nguồn gốc xuất thân của các quân phiệt Bắc Dương sau này.

## Các quân phiệt Bắc Dương
| Phe phái                     | Phạm vi thế lực                                     | Quân phiệt thủ lĩnh                                                        | Quốc gia hậu thuẫn |
| Quân phiệt Trực hệ 直系军阀  | Trung hạ lưu Trường Giang và vùng Trực Lệ           | Phùng Quốc Chương, Tào Côn, Ngô Bội Phu, Tề Tiếp Nguyên, Tôn Truyền Phương | Anh, Mỹ            |
| Quân phiệt Hoàn hệ 皖系军阀  | An Huy, Chiết Giang, Sơn Đông, Phúc Kiến, Thiểm Tây | Đoàn Kỳ Thụy, Từ Thụ Tranh, Lư Vĩnh Tường                                  | Nhật Bản           |
| Quân phiệt Phụng hệ 奉系军阀 | Phụng Thiên, Hắc Long Giang, Cát Lâm                | Trương Tác Lâm, Trương Học Lương, Trương Tông Xương                        | Nhật Bản           |
| Quân phiệt Phùng hệ 冯系军阀 | Tây Bắc Trung Quốc                                  | Phùng Ngọc Tường                                                           | Liên Xô            |
| Quân phiệt Tấn hệ 晋系军阀   | Sơn Tây                                             | Diêm Tích Sơn                                                              | Nhật Bản           |